# إيتو، ساو باولو
ايتو هي مدينة، وبلدية في البرازيل، تتبع ساو باولو، بلغ عدد سكانها 135٬366  نسمة، في 2000، تبلغ مساحتها 640٫719 كيلومتر مربع.

## معرض صور

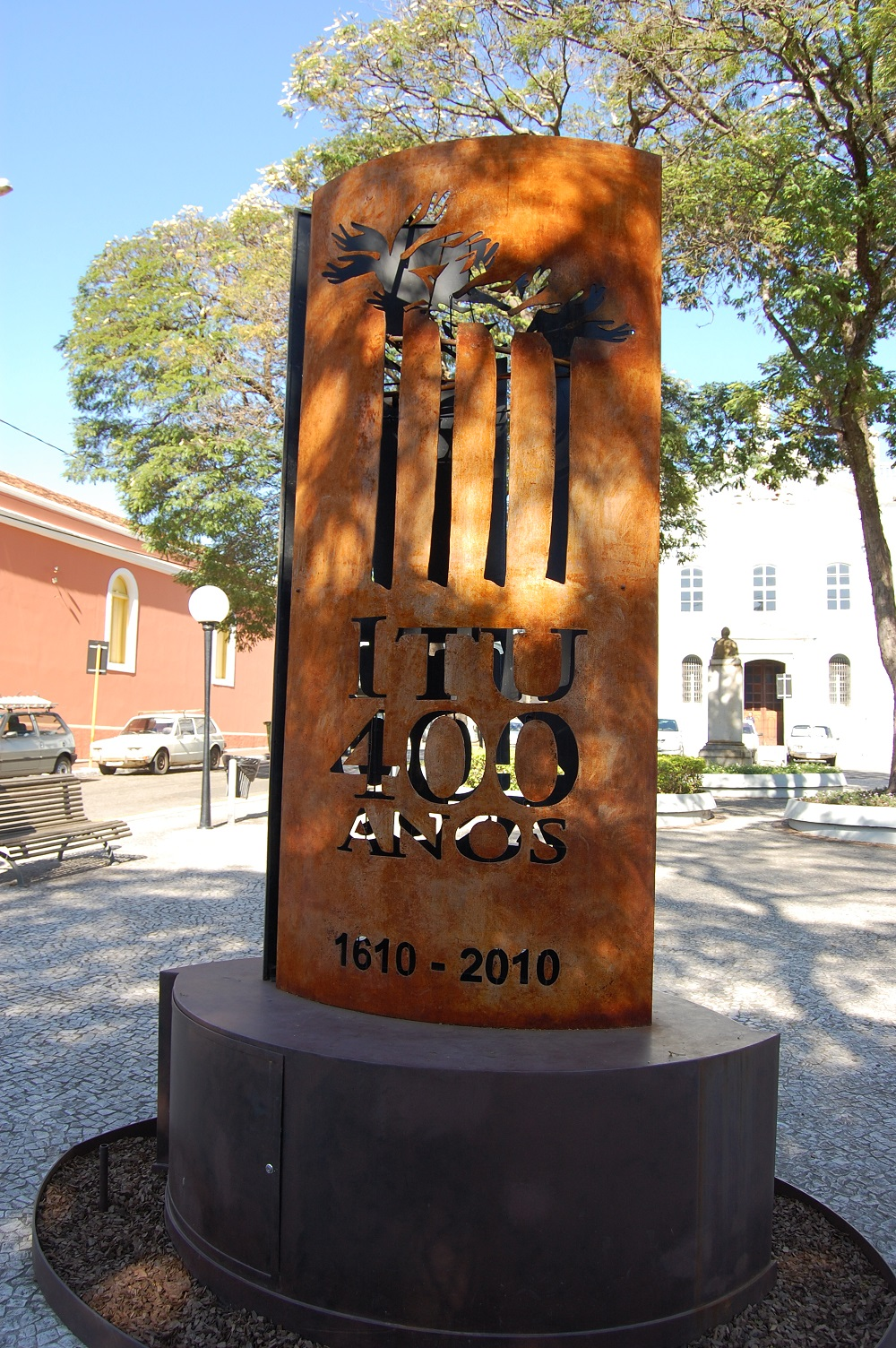
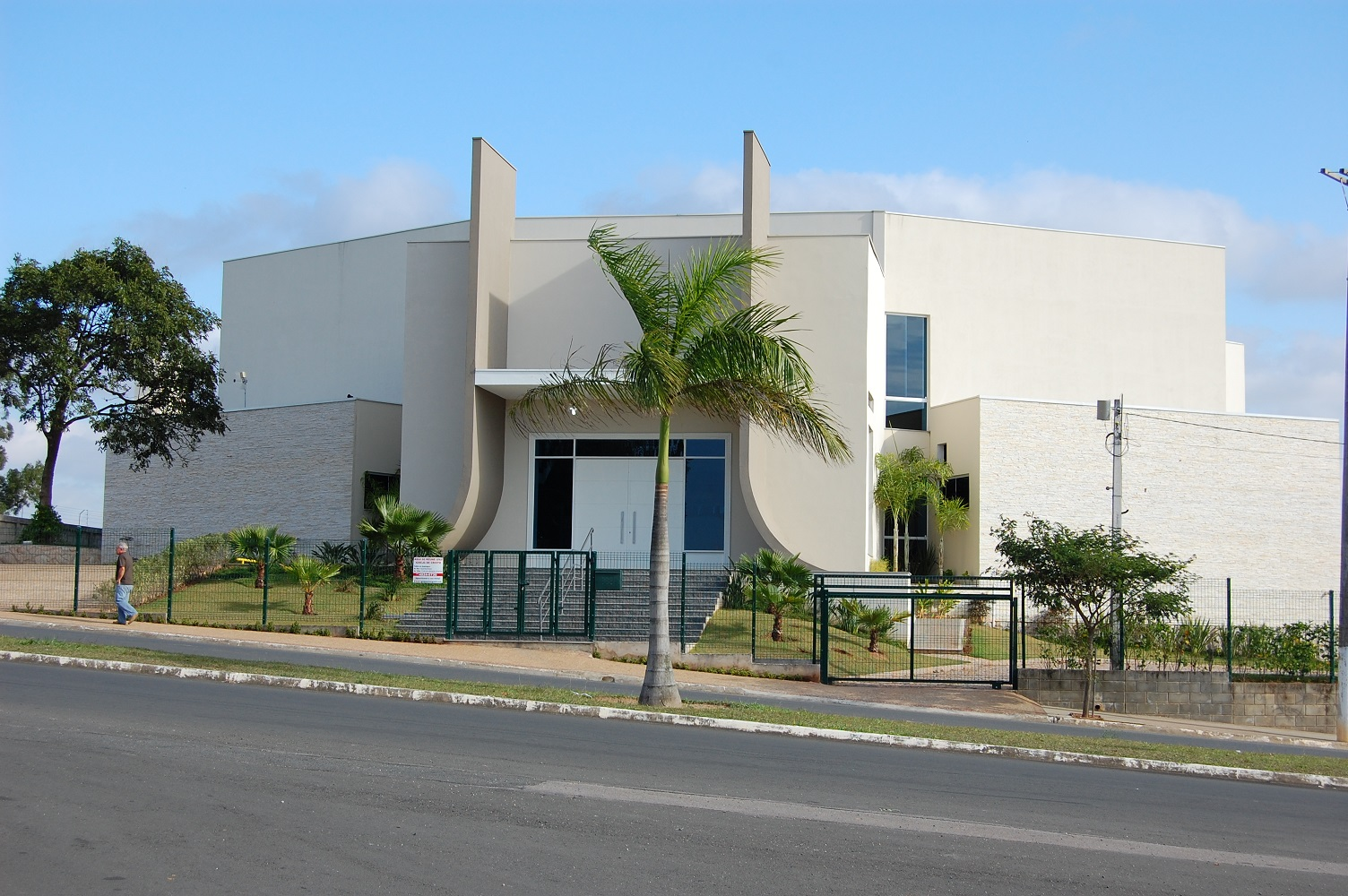
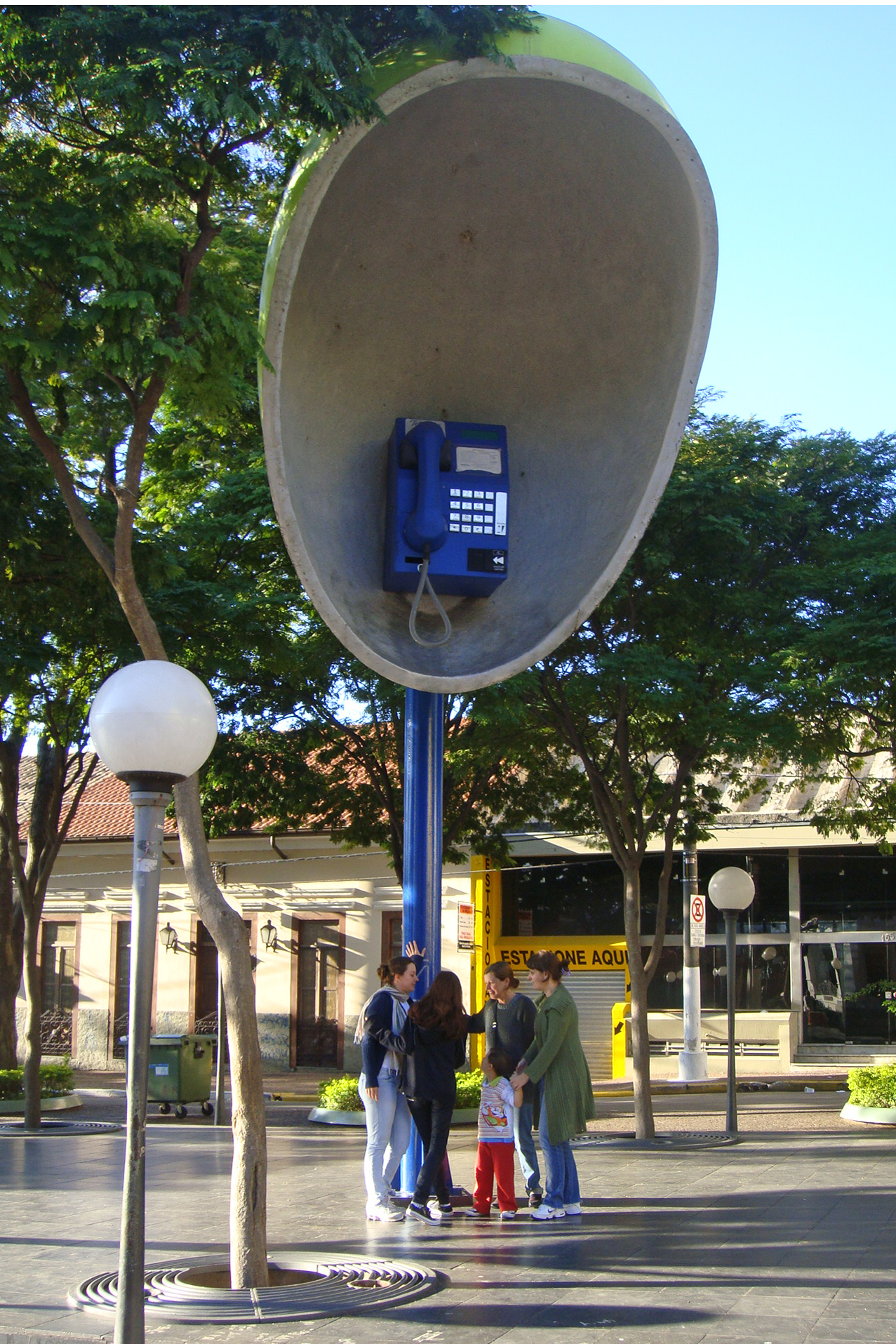
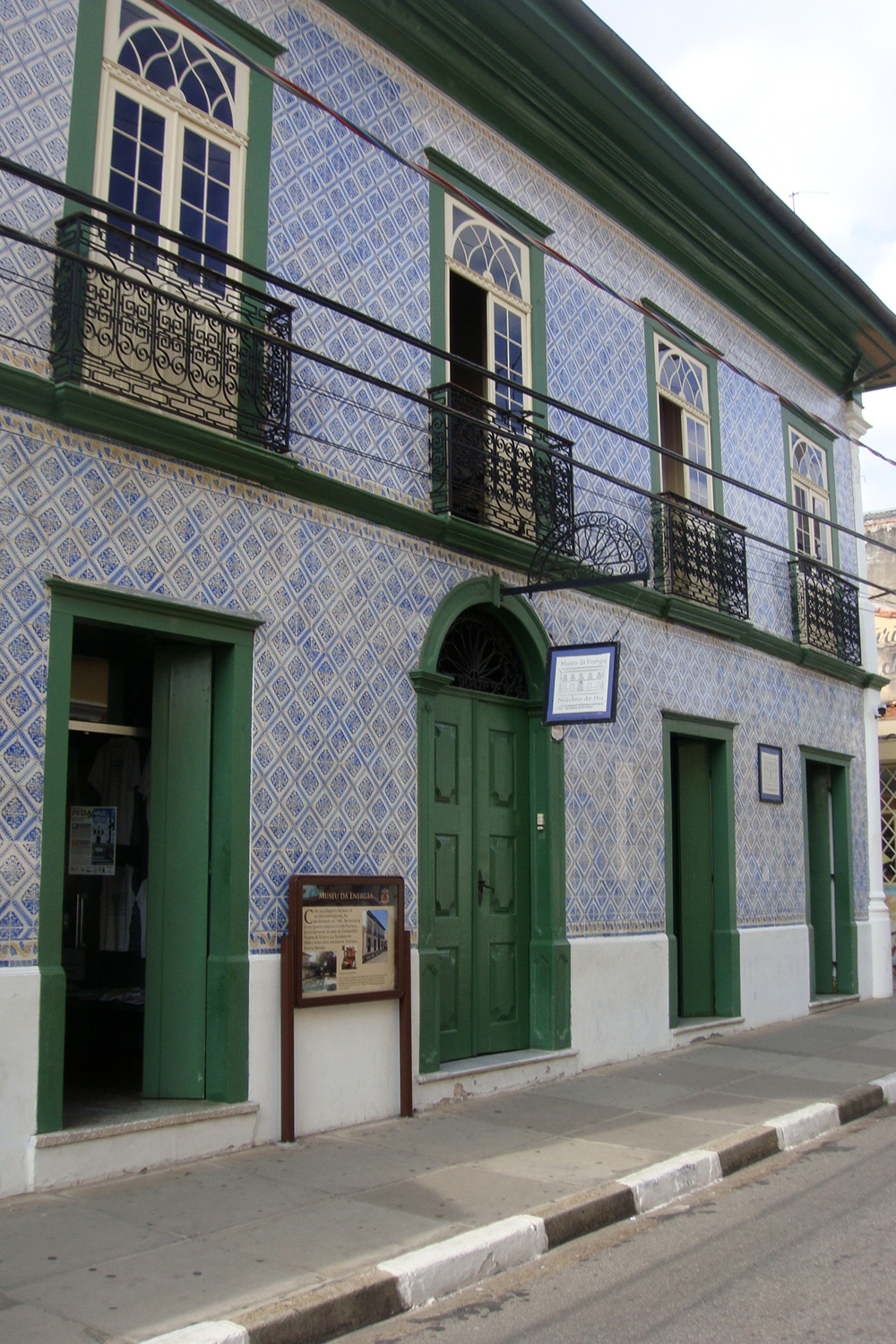
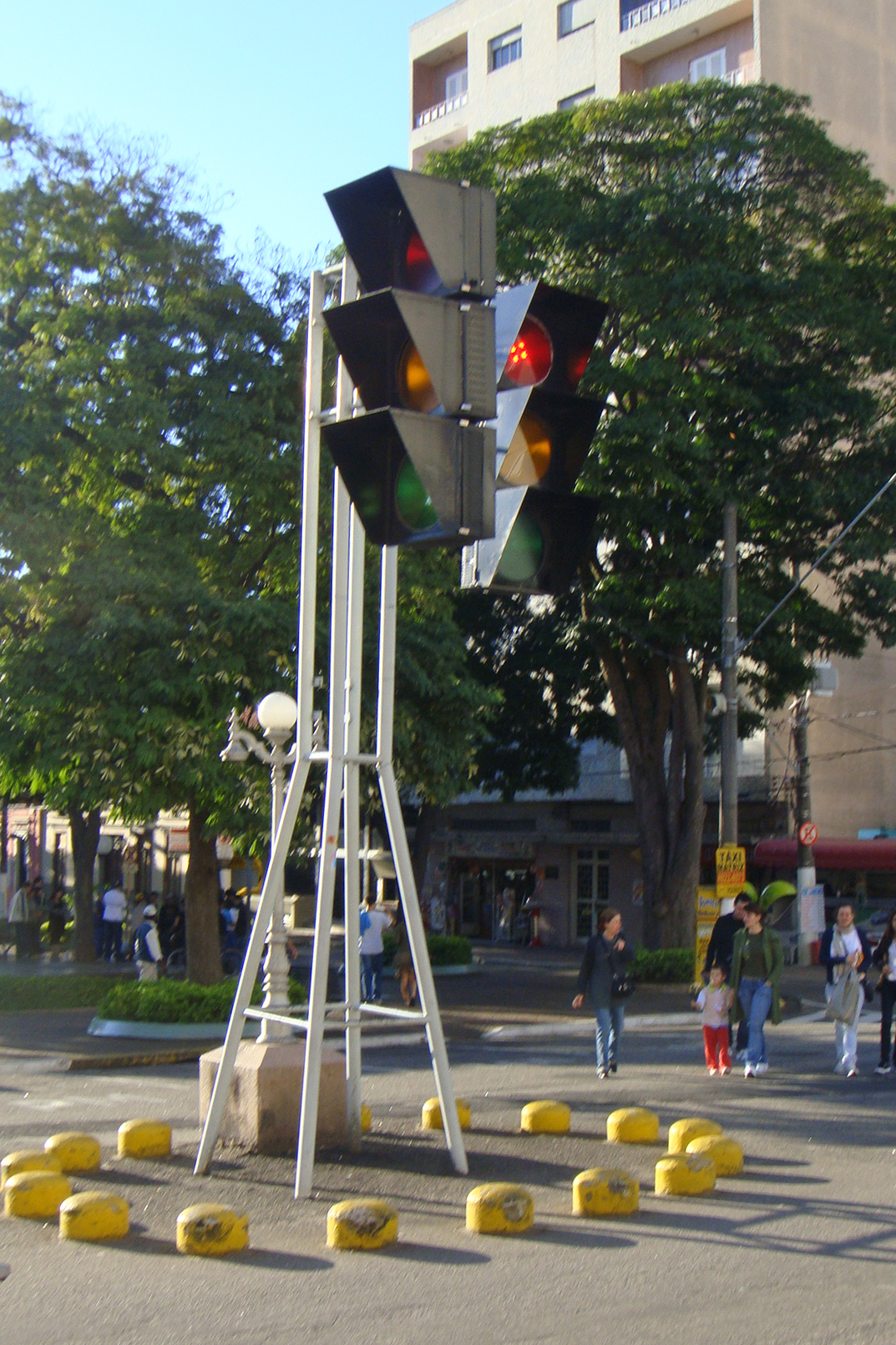

## الموقع
تشترك في الحدود مع:
- سالتو (البرازيل)
- Porto Feliz [الإنجليزية]‏.

## أعلام
- لويس هنريكي سيلفيرا
- أليس بريل
- أليسون ريكاردو
- برودنت دي مورايس